# Poecilia rositae
Poecilia rositae là một loài cá nước ngọt thuộc chi Poecilia trong họ Cá khổng tước. Loài này được mô tả lần đầu tiên vào năm 2004.

## Phân bố và môi trường sống
P. rositae được tìm thấy ở sông Cahabón, cách 11 km về phía nam của khu tự quản Lanquín, thuộc tỉnh Alta Verapaz (Guatemala).

## Mô tả
Mẫu vật lớn nhất của P. marcellinoi có chiều dài cơ thể được ghi nhận là 5 cm.
Số tia vây mềm ở vây lưng: 10; Số tia vây mềm ở vây hậu môn: 9.